# Kadjinolle Kafone
Pour les articles homonymes, voir Kadjinolle.
Kadjinolle Kafone est un village du Sénégal situé en Basse-Casamance. Il fait partie de la communauté rurale de Mlomp, dans l'arrondissement de Loudia Ouoloff, le département d'Oussouye et la région de Ziguinchor. 
Le village de Kafone comprend trois quartiers : Salankane, Ehiletingh et Ekeuheu. 
Lors du dernier recensement (2002), le village comptait 462 habitants et 64 ménages.